# Башкирська літня (сорт груші)
Груша 'Башкирська Літня' — річний сорт груші універсального призначення.

## Походження
Виведений у Башкирському науково-дослідному інституті сільського господарства від схрещування сортів 'Поля' і 'Бергамот Літній' селекціонерами Р. І. Болотіною і Г. А. Мансуровим.
Сорт включений у Державний реєстр селекційних досягнень у 1979 році по Волго-Вятському і Уральському (Республіка Башкортостан) округах.

## Поширення
Сорт районований у республіках Башкортостан, Татарстан, Марій Ел, Удмуртія, Кіровській, Оренбурзькій областях.

## Характеристика сорту
Сорт літній. Зимостійкість вище середньої. Врожайність висока. Швидкоплідність середня. Вступає в плодоношення на 6 рік, врожайність 9-16 т/га, регулярне плодоношення, опадаємість середня.
Дерево середньоросле, крона округло-пірамідальної форми, компактна, середньої густини.
Пагони коричневі, прямі, довгі, товсті, без опушення, міжвузля середні, сочевичок середня кількість, вони на рівні поверхні, середні. Нирки відхилені, конусоподібні, зовнішні луски коричневі. Листя спрямовані в бік, середні, продовгуваті, короткозагострені, дрібнопилчасті, зелені. Листова пластинка вигнута вниз, шкіряста, гладка, без опушення, блискуча, з ніжною нервацією, середньої товщини. Стебло середньої довжини і товщини. Прилистків мало, дрібні, вузькі.
Квітки середні, білі, ароматні, глибокочашеподібні. Термін цвітіння середній, колонка маточок середня, опушеність відсутня, рильце вище пиляків.
Плоди нижче середньої і середньої величини, 70-120 м, грушоподібної або кубареподібної форми, вирівняні, гладенькі. Шкірочка тонка, масляниста, тьмяна, зеленувато-жовта з численними дрібними підшкірними крапками і слабким рум'янцем. Плодоніжка середньої довжини і товщини. М'якоть біла, середньої щільності, дрібно-зерниста, соковита, ароматна. Смак хороший, кисло-солодкий.
Дегустаційна оцінка 4,0 бали, зовнішнього вигляду 4,3 бали. Хімічний склад плодів: сухих речовин — 16,4 %, цукрів — 7,9 %, титруємих кислот — 0,48 %, аскорбінової кислоти — 5,3 мг/100г.
Плоди зберігаються протягом 15 днів середньої товарності, малотранспортабельні, універсального призначення.
За даними ВНДІСПК (Орловська область) сорт високозимостійкий, посухостійкий, стійкий до парші. Регенераційна здатність висока. Після підмерзання в зиму 1968—1969 р. на 2,7—3,5 бала дерева відновилися за 3 роки.